# ハーグ統一売買法条約
ハーグ統一売買法条約（ハーグとういつばいばいほうじょうやく）とは、有体動産の国際的売買に関する条約（Convention Relating to a Uniform Law on the International Sale of Goods；ULIS）、及び、有体動産の国際的売買契約の成立に関する条約（Convention Relating to a Uniform Law on the Formation of Contracts for the International Sale of Goods；ULF）の両条約の総称。
　国境を越える売買契約における契約の成立、並びに、売主及び買主の権利義務について規定する。
　加盟国は少数に止まっている。また、本条約の改訂を目的としたウィーン売買条約の発効と加盟国増加に伴って、その重要性はさらに低下している。

## 成立過程
1930年4月、国際連盟の機関であった私法統一国際協会（UNIDROIT）が草案の作成を開始し、第一草案の作成に至ったが、第二次世界大戦の勃発により作業は中断された。
終戦後の1951年に作業を再開し、1963年の改訂草案公表を経て、1964年、ハーグにおける外交会議において採択され、1972年8月に発効した。

## 加盟国
加盟国は、ベルギー、ガンビア、西ドイツ（当時）、イスラエル、イタリア、ルクセンブルク、オランダ、サンマリノ、イギリスであった。
その後、ウィーン売買条約に加盟した西ドイツ、イタリア、オランダ、ルクセンブルクは、同条約99条に基づき、同条約加盟と同時にハーグ統一売買法条約を廃棄している。

## ウィーン売買条約への移行
ハーグ統一売買法条約は理論的な精緻さを評価されることもあるが、むしろ理論の過度の重視であるとして批判された(いわゆる特定物ドグマ)。また、構成が複雑で内容が不明瞭であること、大陸法中心の理論が基礎となっており、英米法との齟齬が大きいこと、多様な法体系・経済体制の存在とそれに基づく国際取引実務が反映されていないことも問題であるとの指摘がなされていた。
これら指摘に応える形でハーグ統一売買法条約の改訂を目的に登場したのがウィーン売買条約であり、その第2部（契約の成立）がULFに、第3部（物品売買）がULISに対応している。
このウィーン売買条約には主要貿易国を含む多数の国が加盟している。また、ハーグ統一売買法条約の加盟国がウィーン売買条約へ加盟する場合には、ハーグ統一売買法条約を廃棄すべきとされている（ウィーン売買条約99条）。
これらの事情から、ハーグ統一売買法条約はその使命を終え、その役割はウィーン売買条約へと引き継がれた、とも言われている。